# Mathematics Presents Wu-Tang Clan & Friends Unreleased
Wu-Tang Clan & Friends Unreleased – to wydana przez członka Wu-Family  Mathematics kompilacja utworów Wu-Tang Clan.

## Lista utworów
| #  | Tytuł                    | Wykonanie                                                | Czas  |
| -- | ------------------------ | -------------------------------------------------------- | ----- |
| 1  | "Intro"                  | Buddah Bless                                             | 01:43 |
| 2  | "Maxine (Remix)"         | Ghostface Killah i Raekwon                               | 03:43 |
| 3  | "King Toast Queen"       | U-God, Buddah Bless, Masta Killa i Solomon Childs        | 04:09 |
| 4  | "Where's Brooklyn @?"    | Bad Luck, All Day, Allah Real                            | 07:27 |
| 5  | "Treez"                  | Raekwon                                                  | 03:48 |
| 6  | "Eggs, Hash & Grits"     | M-Speed, Streetlife, Drama                               | 03:02 |
| 7  | "Pop Shit (Skit)"        | Wu-Tang Clan                                             | 01:27 |
| 8  | "Queens Day '88 (Remix)" | Eyeslow                                                  | 04:43 |
| 9  | "U Don't Care"           | Killah Priest, Hot Flames, Buddah                        | 04:12 |
| 10 | "Masked Avengers"        | Shyhiem, Superb, Hell Razah                              | 03:26 |
| 11 | "Luv (Skit)"             | Wu-Tang Clan                                             | 00:47 |
| 12 | "Wanna Believe"          | Allah Real, Bad Luck                                     | 04:47 |
| 13 | "Wu Banga (Remix)"       | GZA, Ghostface Killah, Raekwon, Cappadonna i Masta Killa | 05:03 |
| 14 | "Da W (Remix)"           | GZA, Method Man, U-God, Raekwon i RZA                    | 03:51 |
| 15 | "Violent (Skit)"         | Wu-Tang Clan                                             | 00:43 |
| 16 | "Street Kronicles"       | M-Speed                                                  | 05:02 |
| 17 | "Non-Equivalent"         | Shyheim                                                  | 03:22 |
| 18 | "Outro"                  | Wu-Tang Clan                                             | 01:18 |
| 19 | "Wise (Remix)"           | Ghostface Killah                                         | 04:31 |
| 20 | "Rap Burglars"           | Raekwon i Inspectah Deck                                 | 03:37 |